# Miflaga Libralit Chadascha
Die Miflaga Liberalit Chadascha (hebräisch מִפְלָגָה לִיבֵּרָלִית חֲדָשָׁה Miflagah Līberalīt Chadaschah, deutsch ‚Neue Liberale Partei‘) war eine politische Partei in Israel.

## Geschichte
Als fünf Abgeordnete des Likkud am 15. März 1990 während der 12. Regierung den Likkud verließen, gründeten diese Miflaga leQiddum haRaʿəjon haZijjoni (hebräisch הַמִּפְלָגָה לקִדּוּם הרַעְיוֹן הצִיּוֹנִי ‚Partei für Förderung der zionistischen Idee‘). Ehemals gehörten diese Abgeordneten zur Miflaga Liberalit Jisreʾelit, die 1988 im Likkud aufging. Die neue Partei nahm teil an der Regierungskoalition unter Jitzchaq Schamir, dabei wurde Jitzchaq Modai zum Finanzminister ernannt. Am 18. Juni 1990 kehrte Avraham Scharir in den Likkud zurück, wie es Josef Goldberg ihm am 4. Dezember 1990 nachtat. Im März 1992, kurz vor den Wahlen 1992, wählten sie den Parteinamen Miflagah Liberalit Chadaschah. Sie erhielt 0,6 % der Stimmen, erreichte damit nicht die 1,5-Prozent-Hürde und gelangte nicht in die Knesset.